# نادیا هرو اولیوا
نادیا بودزوک د هرو اولیوا (انگلیسی: Nadia Boudesoque de Haro Oliva؛ ۱۱ آوریل ۱۹۱۸ – ۱۷ ژانویهٔ ۲۰۱۴) ورزشکار شمشیربازی اهل مکزیک-فرانسه بود. او در مسابقات فلوره انفرادی زنان در بازی‌های المپیک تابستانی ۱۹۴۸ شرکت کرد.
از فیلم‌هایی که وی در آن نقش داشته‌است می‌توان به ملک‌الموت اشاره کرد.